# 山口県道327号狗留孫山公園線
山口県道327号狗留孫山公園線（やまぐちけんどう327ごう くるそんざんこうえんせん）は、山口県下関市を通る一般県道である。

## 概要
狗留孫山付近から下関市豊田町大字杢路子の国道491号交点に至る。

### 路線データ
- 起点：下関市豊田町大字杢路子
- 終点：下関市豊田町大字杢路子（国道491号交点）

## 歴史
- 1974年（昭和49年）5月24日 - 山口県告示第436号の2により認定される。
- 2005年（平成17年）2月13日 - 豊浦郡豊田町が下関市に移行したことにより全線が下関市内を通る路線になる。

## 地理

### 通過する自治体
- 山口県
  - 下関市

### 交差する道路
| 交差する道路 | 交差する場所     | 交差する場所 |
| ------------ | ---------------- | ------------ |
| 国道491号    | 豊田町大字杢路子 | 終点         |

### 沿線
- 狗留孫山
- 中国自然歩道